# Bandeira da Galiza
A bandeira galega moderna nasceu durante o século XIX. A sua origem é desconhecida. Foi usada a partir de meados do século XIX pelo rexurdimento ou ressurgimento (renascimento cultural galego) com base talvez no escudo medieval ou as cores das antigas bandeiras do Reino da Galiza. 
Pensou-se que fora inspirada na bandeira marítima da Corunha, mas agora sabemos que tinha sido usada anteriormente. Esta crença foi baseada na história seguinte. Durante este período, milhares de galegos emigravam todos os meses à América para escapar da depressão econômica e política na que se encontrava a Galiza. O principal porto de saída da migração era Corunha.
A tradição conta que os emigrantes pensaram que a bandeira naval da Corunha que ondeava no porto e nos transatlânticos era de facto a bandeira da Galiza.
Chegados ao novo continente, os emigrantes galaico-americanos começaram a utilizar a bandeira naval da Corunha como bandeira galega. Anos mais tarde, a bandeira branca e azul travessou o atlântico de volta e foi adotada em Galiza como a bandeira galega moderna.
"A Bandeira Galega só tem duas cores: branco e azul. O fundo é branco, e desde o ângulo superior da esquerda até o ângulo inferior da direita, atravessando o centro, uma faixa de cor azul que deve ter de largo a terceira parte do alto ou largo total da bandeira", publicado no ano 1898 no jornal "El Eco de Galicia", Havana, Cuba.

## Bandeira civil e bandeira "oficial", "institucional" ou "de Estado"

Bandera de Estado da Galiza

A Lei do 29 de Maio de 1984 da Junta da Galiza (Governo da Galiza) fixou as proporções exatas da bandeira nacional civil em três módulos de longo por dois de largo, com uma banda azul celeste em proporção três módulos de longo/6 ou o equivalente em 0.5. A bandeira nacional civil é a bandeira galega que pode ser utilizada por todos os galegos.
O Santo Graal ou cálice do sangue de Cristo, foi a bandeira e escudo de armas do Reino da Galiza desde o século XIII. A representação moderna e oficial do escudo galego foi fixada no ano de 1972 pela Real Academia Galega (RAG). A RAG propôs à Junta de conservar a memória da bandeira galega antiga dentro da bandeira galega moderna. O resultado foi a superposição das armas ou escudo galego sobre a bandeira nacional civil, formando o que em Vexilologia se chama "Bandeira de Estado". A bandeira "de estado", "institucional" ou "oficial" galega é a que deve figurar nos atos oficiais do governo e instituições galegas.
"A bandeira de Galiza deverá levar carregado o escudo oficial quando ondeie nos edifícios públicos e nos atos oficiais da Comunidade Autônoma", Lei 5/1984 de Símbolos de Galiza, Articulo 2.2.

## Outras bandeiras e símbolos históricos

Estreleira

- O patriotismo de esquerda adoptou a estreleira, bandeira galega com a estrela vermelha como símbolo de libertação nacional e social. Este símbolo é o mais usado em manifestações nacionalistas ou partidos de futebol. É também a bandeira da principal Central Sindical (CIG: Confederación Intersindical Galega) e dos partidos de esquerda nacionalista.
- O nacionalismo galego em geral, e o reintegracionista em particular, estão a adotar a Bandeira da Dinastia Real Sueva de Galécia como outro identificativo gráfico-ideológico mais. Esta bandeira, descrita num informe da Catedral de Lugo do ano 1669, começou a ver-se em estádios de futebol e atos reivindicativos desde o ano 2005 mercê à publicação do trabalho de José Manuel Barbosa no Portal Galego da Língua em 2003 e posteriormente materializado em papel em 2006 do livro "Bandeiras da Galiza" da autoria de José Manuel Barbosa.
- Durante a Maré Negra do Prestige criou-se uma bandeira galega com fundo negro e com a legenda Nunca Máis. Esta bandeira converteu-se no símbolo do ativismo ecologista na Galiza.
- Com quase um milênio de antiguidade, o Santo Graal é o antigo símbolo histórico que representa a Galiza como instituição política. O Santo Graal, ou copa do sangue de Cristo, aparece documentado pela primeira vez como armas do Reino da Galiza no Armorial Segar de Inglaterra do ano c.1282. A representação gráfica das armas do Reino Galego foi evoluindo continuamente através dos séculos; do originário Graal fechado num relicário se passou a sua representação em forma aberta; o original campo azul da bandeira se diversificou também em vermelho e branco; e o original Graal em campo liso sem nenhum adicionado passou a conter decoração diversa como anjos e um número variável de cruzes, entre uma, seis, sete, ou em campo semeado. A representação moderna e oficial das Armas ou Escudo da Galiza foi estabelecida em 1972 pela Real Academia Galega.